# Phare de Wolf Trap
Le phare de Wolf Trap (en anglais : Wolf Trap Light), était un phare offshore à caisson situé à environ 20 km au-nord-est du phare de New Point Comfort, dans la baie de Chesapeake, comté de Mathews en Virginie.
Il est inscrit au Registre national des lieux historiques depuis le 2 décembre 2002 sous le n° 02001434 et inscrit au Virginia Landmarks Register le 10 septembre 2003.

## Historique
'Wolf Trap Shoal s'avance dans la baie de Chesapeake à quelques kilomètres au nord de Mobjack Bay (en) et de la rivière York. Il tire son nom de l'immersion en 1691 du HMS Wolf, un navire de la marine britannique chargé de faire respecter ls Actes de navigation et de lutter contre la piraterie. En 1821, un premier bateau-phare était stationné à cet endroit et, après une rénovation en 1854, le navire d'origine a été détruit par des raiders confédérés en 1861 pendant la guerre de Sécession. Deux ans plus tard, un navire de remplacement a été mis en place.
En 1870, un screw-pile lighthouse a été construit sur une fondation hexagonale, la maison étant préfabriquée à Baltimore. Cette lumière a survécu jusqu'en 1893, lorsque la glace a basculé la maison-phare de sa fondation. Le gardien a pu s'échapper, mais la maison a été retrouvée flottant très au sud, où la lanterne et l'objectif ont été retrouvés.
Un appel d'offres a été mis en place pour affréter un bateau-phare temporaire et une demande a été adressée au Congrès pour affecter des fonds à la construction d'un phare à caisson. Le LV-46 a été victime d'une explosion de chaudière le 28 août 1893, tuant deux membres de l'équipage, et a été remplacé par le LV-97 jusqu'au 16 mars 1894, date à laquelle le LV-46 put revenir sur zone.
La construction du nouveau phare a été achevée en 1894. On utilisa un caisson en bois surmonté d'un cylindre de plaques de fonte. La maison elle-même, avec un toit plat, a été construite en brique et peinte en rouge à la fin des années 1920. Des quantités d'enrochement ont été déversées autour de sa base pour résister à la pression de la glace.
Des plaintes concernant la visibilité de la lumière fixe d'origine ont conduit à modifier une caractéristique de clignotement en 1895. L'automatisation a été instaurée en 1971. Un objectif en acrylique de 300 mm a été installé en 1984, pour être remplacé par l'actuel VRB-25 en 1996. Un ensemble de stores en contreplaqué sont installés dans la lanterne pour bloquer les reflets parasites des vitres.
Le phare de Wolf Trap  a été offert aux organisations à but non lucratif et historiques en 2004 en vertu de la National Historic Lighthouse Preservation Act (en). N'ayant reçu aucune demande, le phare a été mis aux enchères en 2005. Nick Korstad a acheté la station et n'a pu obtenir de financement pour son projet de transformation en chambre d'hôtes. Après une tentative infructueuse de vente aux enchères de la lumière sur eBay, il a été vendu à nouveau à titre privé puis de nouveau remis en vente en 2012.
En avril 2017, la Garde côtière a condamné le phare comme étant trop dangereux pour que ses équipages y entrent et a abandonné le feu. une bouée , à clignotement vert toutes les 4 secondes, a été placée à sa place.

## Description
Le phare  est une maison de gardien octogonale en briques rouges de deux étages et demi, montée sur un caisson métallique cylindrique, surmontée d'une petite tour carrée avec lanterne et galerie de 16,5 m de haut. L'habitation est rouge, la lanterne est noire et le caisson est rouge.
Il émettait, à une hauteur focale de 16 m, un  éclat blanc toutes les 5 secondes. Sa portée était de 14 milles nautiques (environ 26 km).
Identifiant : ARLHS : USA-903 ; ex-USCG : 2-7255 ; ex-Admiralty : J1618 . 

### Lien connexe
- Liste des phares en Virginie